# سنوفو، بلغارستان
سنوفو شهری در استان روسه کشور بلغارستان است که جمعیت آن در سال ۲۰۰۱ میلادی ۱٬۶۱۶ نفر بوده‌است.